# Drilophaga bucephalus
Drilophaga bucephalus är en hjuldjursart som beskrevs av Vejdovsky 1883. Drilophaga bucephalus ingår i släktet Drilophaga och familjen Notommatidae. Inga underarter finns listade i Catalogue of Life.